# Beisebol nos Jogos Olímpicos
O beisebol estreou oficialmente como modalidade olímpica nos Jogos Olímpicos de Verão de 1992 em Barcelona, mas fez sua primeira aparição nos Jogos de 1912, como esporte de demonstração. O torneio olímpico de beisebol era sancionado pela Federação Internacional de Beisebol. A equipe de Cuba é a maior campeã com três medalhas de ouro em seis torneios olímpicos disputados.
Por decisão do Comitê Olímpico Internacional, em julho de 2005, o beisebol e o softbol foram votados para não integrar o programa dos Jogos Olímpicos de 2012 em Londres, sendo estas as primeiras exclusões desde a retirada do polo, a partir de 1936. O esporte só viria a retornar ao programa olímpico nos Jogos Olímpicos de 2020, em Tóquio, mas foi novamente removido para 2024.

## Eventos
| Evento    | 1992 | 96 | 00 | 04 | 08 | 12 | 16 | 20 | Edições |
| --------- | ---- | -- | -- | -- | -- | -- | -- | -- | ------- |
| Masculino | •    | •  | •  | •  | •  |    |    | •  | 6       |

## Resultados
| Ano                       | Final              | Final  | Final              |                          | Disputa do bronze | Disputa do bronze  | Disputa do bronze |
| ------------------------- | ------------------ | ------ | ------------------ | ------------------------ | ----------------- | ------------------ | ----------------- |
| Ano                       | Ouro               | Placar | Prata              | Bronze                   | Placar            | Quarto colocado    |                   |
| Barcelona 1992 (detalhes) | CUB Cuba           | 11–1   | TPE Taipé Chinês   | JPN Japão                | 8–3               | USA Estados Unidos |                   |
| Atlanta 1996 (detalhes)   | CUB Cuba           | 13–9   | JPN Japão          | USA Estados Unidos       | 10–3              | NCA Nicarágua      |                   |
| Sydney 2000 (detalhes)    | USA Estados Unidos | 4–0    | CUB Cuba           | KOR Coreia do Sul        | 3–1               | JPN Japão          |                   |
| Atenas 2004 (detalhes)    | CUB Cuba           | 6–2    | AUS Austrália      | JPN Japão                | 11–2              | CAN Canadá         |                   |
| Pequim 2008 (detalhes)    | KOR Coreia do Sul  | 3–2    | CUB Cuba           | USA Estados Unidos       | 8–4               | JPN Japão          |                   |
| Tóquio 2020 (detalhes)    | JPN Japão          | 2–0    | USA Estados Unidos | DOM República Dominicana | 10–6              | KOR Coreia do Sul  |                   |

## Quadro geral de medalhas
| Ordem | País                     | Medalha de ouro | Medalha de prata | Medalha de bronze |    |
| ----- | ------------------------ | --------------- | ---------------- | ----------------- | -- |
| 1     | CUB Cuba                 | 3               | 2                |                   | 5  |
| 2     | USA Estados Unidos       | 1               | 1                | 2                 | 4  |
|       | JPN Japão                | 1               | 1                | 2                 | 4  |
| 4     | KOR Coreia do Sul        | 1               |                  | 1                 | 2  |
| 5     | AUS Austrália            |                 | 1                |                   | 1  |
|       | TPE Taipé Chinês         |                 | 1                |                   | 1  |
| 7     | DOM República Dominicana |                 |                  | 1                 | 1  |
| TOTAL | TOTAL                    | 6               | 6                | 6                 | 18 |